# Leichtathletik-Weltmeisterschaften 2022/Teilnehmer (Griechenland)
| Gelbes Symbol für Goldmedaillen mit stilisierten Olympischen Ringen | Graues Symbol für Silbermedaillen mit stilisierten Olympischen Ringen | Braundes Symbol für Bronzemedaillen mit stilisierten Olympischen Ringen |
| ------------------------------------------------------------------- | --------------------------------------------------------------------- | ----------------------------------------------------------------------- |
| —                                                                   | 1                                                                     | —                                                                       |

Der griechische Leichtathletikverband SEGAS (Σύνδεσμος Ελληνικών Γυμναστικών Αθλητικών Σωματείων - ΣΕΓΑΣ) nahm an den Leichtathletik-Weltmeisterschaften 2022 in Eugene mit 19 Athletinnen und Athleten teil.

## Medaillengewinner
| Medaille | Athlet              | Disziplin  |
| -------- | ------------------- | ---------- |
| Silber   | Miltiadis Tendoglou | Weitsprung |

## Ergebnisse

### Männer

#### Laufdisziplinen
| Athlet                 | Disziplin   | Finale       | Finale |
| Athlet                 | Disziplin   | Zeit         | Platz  |
| ---------------------- | ----------- | ------------ | ------ |
| Alexandros Papamichail | 35 km Gehen | 2:34:48 h NR | 29     |

#### Sprung/Wurf
| Athlet                 | Disziplin      | Qualifikation | Qualifikation | Finale     | Finale |
| Athlet                 | Disziplin      | Weite/Höhe    | Platz         | Weite/Höhe | Platz  |
| ---------------------- | -------------- | ------------- | ------------- | ---------- | ------ |
| Emmanouil Karalis      | Stabhochsprung | 5,50 m        | 22            | DNQ        | DNQ    |
| Miltiadis Tendoglou    | Weitsprung     | 8,03 m        | 06            | 8,32 m     | Silber |
| Anastasios Latifllari  | Kugelstoßen    | 18,90 m       | 26            | DNQ        | DNQ    |
| Nikolaos Skarvelis     | Kugelstoßen    | 19,55 m       | 25            | DNQ        | DNQ    |
| Michalis Anastasakis   | Hammerwurf     | 72,40 m       | 25            | DNQ        | DNQ    |
| Christos Frantzeskakis | Hammerwurf     | 76,03 m       | 10            | 77,04 m    | 09     |

### Frauen

#### Laufdisziplinen
| Athletin                | Disziplin   | Finale       | Finale |
| Athletin                | Disziplin   | Zeit         | Platz  |
| ----------------------- | ----------- | ------------ | ------ |
| Christiana Papadopoulou | 20 km Gehen | 1:37:20 h SB | 28     |
| Kyriaki Filtisakou      | 20 km Gehen | 1:34:55 h SB | 22     |
| Antigoni Drisbioti      | 35 km Gehen | 2:41:58 h NR | 04     |
| Efstathia Kourkoutsaki  | 35 km Gehen | 3:02:27 h PB | 27     |

#### Sprung/Wurf
| Athletin                  | Disziplin      | Qualifikation | Qualifikation | Finale     | Finale |
| Athletin                  | Disziplin      | Weite/Höhe    | Platz         | Weite/Höhe | Platz  |
| ------------------------- | -------------- | ------------- | ------------- | ---------- | ------ |
| Tatiana Gousin            | Hochsprung     | 1,90 m SB     | 13            | DNQ        | DNQ    |
| Katerina Stefanidi        | Stabhochsprung | 4,50 m        | 01            | 4,70 m SB  | 05     |
| Nikoleta Kyriakopoulou    | Stabhochsprung | 4,35 m        | 23            | DNQ        | DNQ    |
| Eleni-Klaoudia Polak      | Stabhochsprung | 4,35 m        | 21            | DNQ        | DNQ    |
| Spyridoula Karydi         | Dreisprung     | 13,63 m       | 24            | DNQ        | DNQ    |
| Chrysoula Anagnostopoulou | Diskuswurf     | 58,15 m       | 19            | DNQ        | DNQ    |
| Stamatia Skarvelis        | Hammerwurf     | 67,20 m       | 26            | DNQ        | DNQ    |
| Elina Tzengko             | Speerwurf      | 57,12 m       | 20            | DNQ        | DNQ    |